# Lac Bouchette (Le Domaine-du-Roy)
Pour les articles homonymes, voir Bouchette et Lac Bouchette.
Le lac Bouchette est une étendue d'eau douce située dans la municipalité du Lac-Bouchette, dans la MRC Le Domaine-du-Roy, dans la région administrative Saguenay–Lac-Saint-Jean, au Québec, au Canada. La principale vocation du lac concerne les activités récréo-touristiques, dans un environnement agricole.
La surface du lac Bouchette est habituellement gelée du début de décembre à la fin de mars, toutefois la circulation sécuritaire sur la glace se fait généralement de la fin de décembre à la mi-mars.

## Géographie
Le lac Bouchette est situé dans le canton de Dablon, couvrant une zone importante du rang V au rang VII. Le lac a une longueur de 4,2 km dans le sens nord-sud et une largeur maximale de 1,4 km. Le lac Bouchette reçoit par sa pointe sud les eaux de la rivière des Commissaires qui coule sur 3 km vers le nord-est à la limite des rangs V1 et V11, depuis le lac des Commissaires. Les plans du Service de la cartographie du Ministère de l'Énergie et des Ressources, du Gouvernement du Québec, indiquent ce segment de rivière comme la rivière Ouiatchouane. Cette rivière reçoit sur sa droite les eaux de la rivière à la truite.
Long de 2,1 km (dans le sens nord-sud), le lac Ouiatchouane est situé voisin au nord du lac Bouchette, dans les rangs V et V1. Bout à bout, ces deux lacs forment un plan d'eau de 6,3 km de longueur. Un isthme long de 0,5 km qui est traversé du côté ouest par un chenal d'environ 250 m de long désigné la "Passe", sépare les lacs Bouchette et Ouiatchouane. La route de l'Ermitage traverse cet isthme d'Est en Ouest, pour se diriger vers l'Ermitage Saint-Antoine. Les eaux du lac Bouchette se déversent par le nord dans le lac Ouiatchouane, via cette "Passe".
La route 155, reliant La Tuque et Chambord (Lac Saint-Jean), longe la partie Est des lacs Bouchette et Ouiatchouane. Cette route traverse le village de Lac-Bouchette, lequel est situé sur la rive Est de ces deux lacs. Une route fait le tour complet du lac Bouchette.
Les principaux affluents de la rive est du lac Bouchette sont : cours d'eau du 7e rang, ruisseau Bouchard-Cloutier et le Ruisseau Thibault qui s'alimente au lac Castor. Tandis que la rivière Qui-Mène-du-Train se déverse sur la rive est du lac Ouiatchouane. Le lac Trévis est situé en parallèle au lac Bouchette (distance de 1,1 km pour la partie sud de chaque lac), à l'ouest, dans le rang 7.
Le lac Bouchette comporte des zones humides sur la rive ouest. Cette zone commence à la Baie de la Grèle, située à l'embouchure du lac des Commissaires et s'étend dans le rang V11 du lot 40 au lot 23. Cette zone humide couvre une partie de l'île Bouchette (de forme triangulaire), située sur le lac Bouchette, près de l'embouchure de la rivière aux Commissaires.
Lac des Commissaires
D'une superficie est de 29 km² et d'une longueur de 29 km, le lac des Commissaires s'étire du nord au sud. Sa largeur maximale est de 2 km. Sa forme comporte deux parties, à peu près de longueur semblable. L'extrémité sud de la partie sud du lac se termine par une baie étroite de six kilomètres de longueur, courbant vers l'ouest. La route 155 (Québec) reliant La Tuque et Chambord longe la partie sud du lac. Au milieu du lac, dans la partie nord, le lac forme un renflement vers l'Est, désignée "Baie de la grêle" ou "lac au Mirage" (ancienne appellation "Lac Quaquakamaksis"). Le "barrage des Commissaires" appartient au gouvernement du Québec et se retrouve à l'exutoire du lac des Commissaires, qui constitue la principale source alimentant la rivière Ouiatchouane.
Rivière Ouiatchouane
L'embouchure du lac Ouiatchouane se déverse par le nord-ouest au fond d'une baie (profonde de 0,7 km) dans la rivière Ouiatchouane. Cette rivière coule sur 28 km vers le nord pour atteindre le Lac Saint-Jean, à 6,5 km au nord-ouest de l'intersection de la route 155 (Québec) et de la route 169 (Québec). La rivière Ouiatchouane coule surtout en milieu bois, sauf les deux derniers kilomètres de son parcours qui sont de nature agricole.

## Toponymie
Le toponyme "Lac Bouchette" a été établi dès 1828, lors d'une expédition d'exploration du territoire. Cette expédition fait suite au vote d'un plan de l'Assemblée législative du Bas-Canada visant à établir de nouveaux lieux de colonisation. En 1828, l'arpenteur Joseph Bouchette (1774-1841) qui dirige une expédition dans la région du Lac-Saint-Jean, est accompagné des commissaires Andrew et David Stuart. L'équipe de l'arpenteur général du Canada avait quitté Trois-Rivières à l'été de 1828, remontant la rivière Saint-Maurice jusqu'à La Tuque. Puis, ils ont emprunté la Rivière Bostonnais pour la remonter jusqu'aux lacs de têtes où il est possible de changer de bassin versant notamment en utilisant la rivière Métabetchouan, pour redescendre vers le lac Saint-Jean. Au Québec, plusieurs toponymes comportent le patronyme "Bouchette" en sa mémoire, notamment un canton situé au sud de Maniwaki et de la réserve faunique La Vérendrye.
Le toponyme « lac Bouchette » a été inscrit le 5 décembre 1968 à la Banque des noms de lieux de la Commission de toponymie du Québec.